# میدان امام حسین (مشهد)
میدان امام حسین (ع) نام تقاطع ناهمسطحی در مشهد است. این میدان دارای پل کابلی است که بلوار عبادی را به بلوار خواجه‌ربیع و با زیرگذری بزرگراه چراغچی را به بزرگراه میرزایی متصل می‌کند. میدان امام حسین جزو یکی از معابر اصلی و پرتردد شهر مشهد است که به علت دسترسی به روستاهای مجاور کلات نادری و خود آن، همچنین شهرک‌های اطراف، و دسترسی آسان به خواجه‌ربیع و میدان شهدا یکی از شلوغ‌ترین و پرترددترین تقاطع‌های مشهد را به ارمغان می‌آورد. میدان امام حسین در منطقه ۲ مشهد قرار گرفته است و از محله‌های بلال، گاز و بهمن نیز عبور می‌کند.
این پل، اولین پل کابلی مشهد و چهارمین پل کابلی ایران است. مسیر آن از خیابان آیت‌ا… عبادی به سمت خیابان خواجه‌ربیع به طول کلی ۷۹۸متر می‌باشد؛ که ۱۸۵ متر آن به صورت پل کابلی بوده است و عرشه پل توسط کابل‌های متصل به پایه‌های اصلی نگهداری می‌شود. طول رمپ روگذر سمت خیابان آیت‌ا… عبادی برابر ۲۷۹متر است. طول رمپ روگذر سمت خیابان خواجه‌ربیع برابر ۳۳۴متر است. کل آرماتور مصرفی در پل روگذر حدوداً سه‌هزارو ۴۰۰تن بوده است و کل حجم بتن‌ریزی پل روگذر حدوداً ۱۲هزار متر مکعب می‌باشد.
میزان ورق مصرفی حدوداً هزارو ۸۵۰تن و کابل مصرفی به‌طول ۴۲ هزارو ۵۰۰ متر تقاطع غیرهم سطح میدان امام حسین (ع) شامل: ۳٫۶ هکتار فضای سبز می‌باشد. شش هزار متر مربع فضای سبز آن در لچکی‌های اطراف میدان، ۱۲هزار متر مربع فضای سبز در آیلند میانی و همچنین ۱۸هزار متر مربع فضای سبز نیز در داخل میدان اجرا شده است.
همچنین در احداث فضای سبز میدان امام حسین (علیه‌السلام) از هفت‌هزار عدد گلدان سیمانی (کول) نیز استفاده شده است. فضای سبز این میدان، از گونه‌های گیاهی مقاوم در برابر آلودگی هوا و تغییرات آب و هوایی است. این پروژه ضمن کاهش بار ترافیکی شهر، به عنوان یک نماد مهندسی و یکی از نشانه‌های خوب مشهد شناخته می‌شود. مبلغ اعتباری که برای اجرای پروژه میدان امام حسین (ع) پیش‌بینی و هزینه شده برای آن ۲۴۵ میلیارد ریال است. که در مجموع هزینه‌های آن به ۳۷ میلیارد تومان است.